# Stader Straße (Bremen)

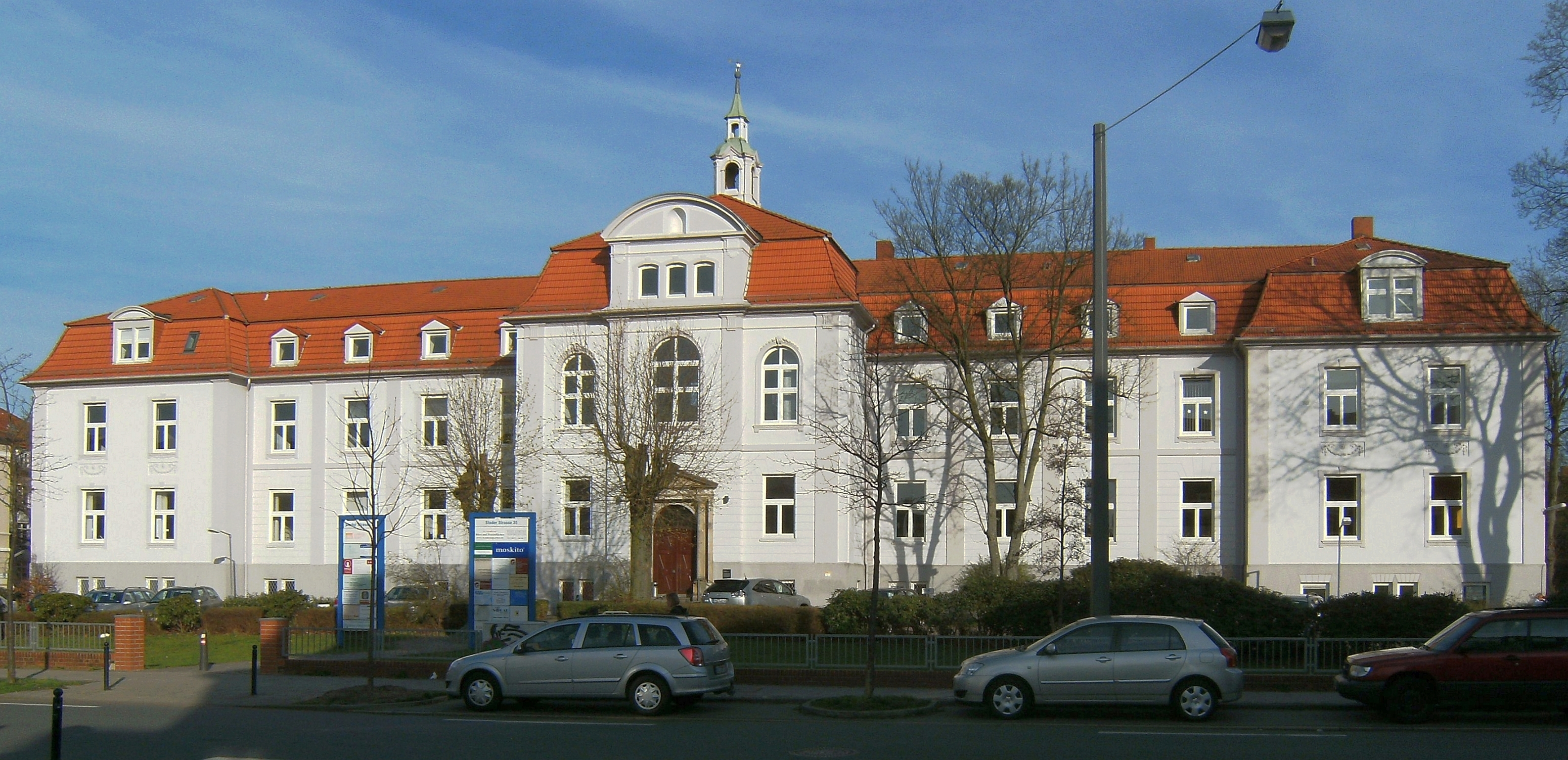
Nr. 35: ehemaliges St. Petri-Waisenhaus; später Kaserne; heute Wohnungen

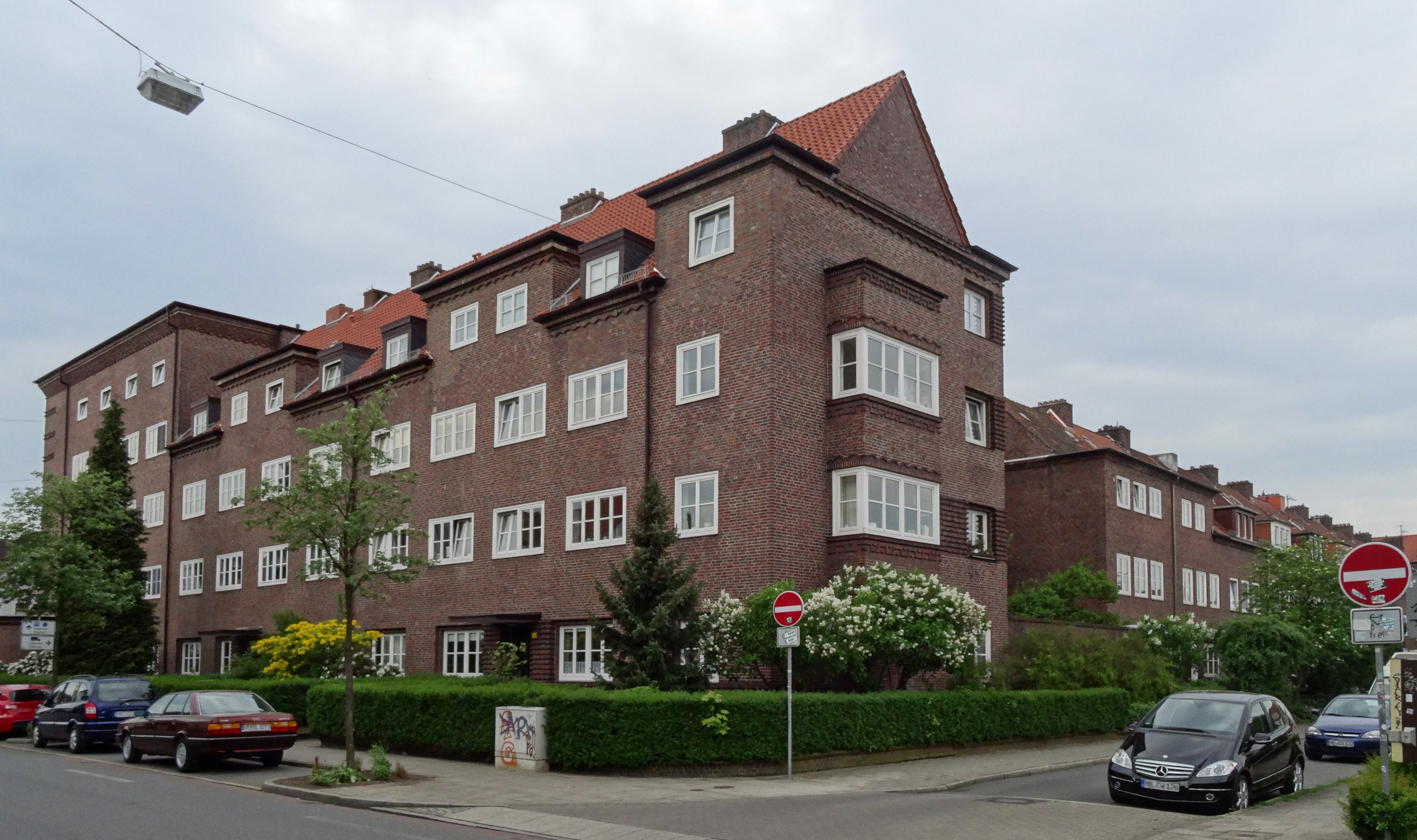
Nr. 54/58: Wohnblock Hamburger Straße (links), Blick entlang Stader Straße

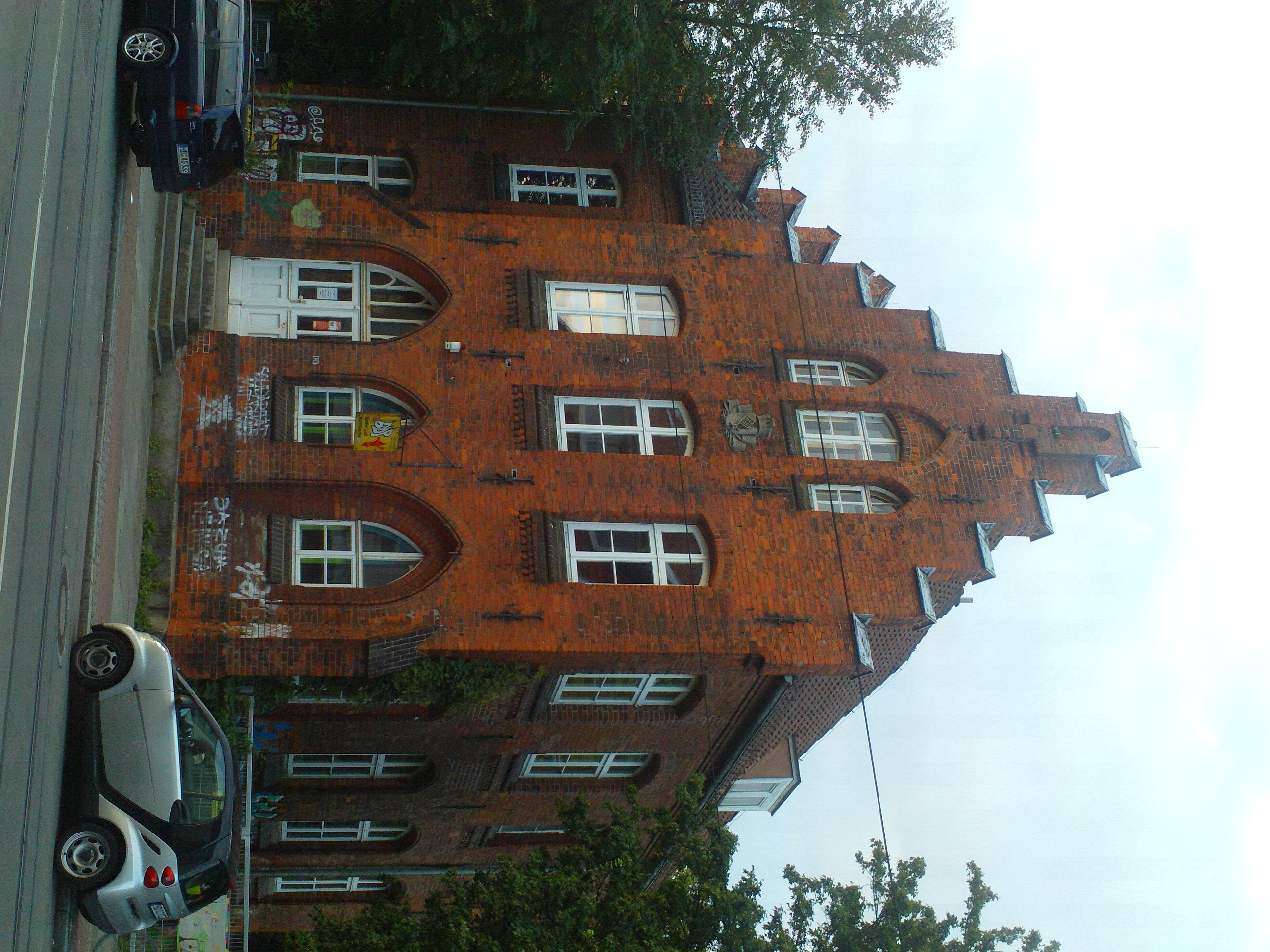
Am Hulsberg 136/138: ehemaliges Zollhaus

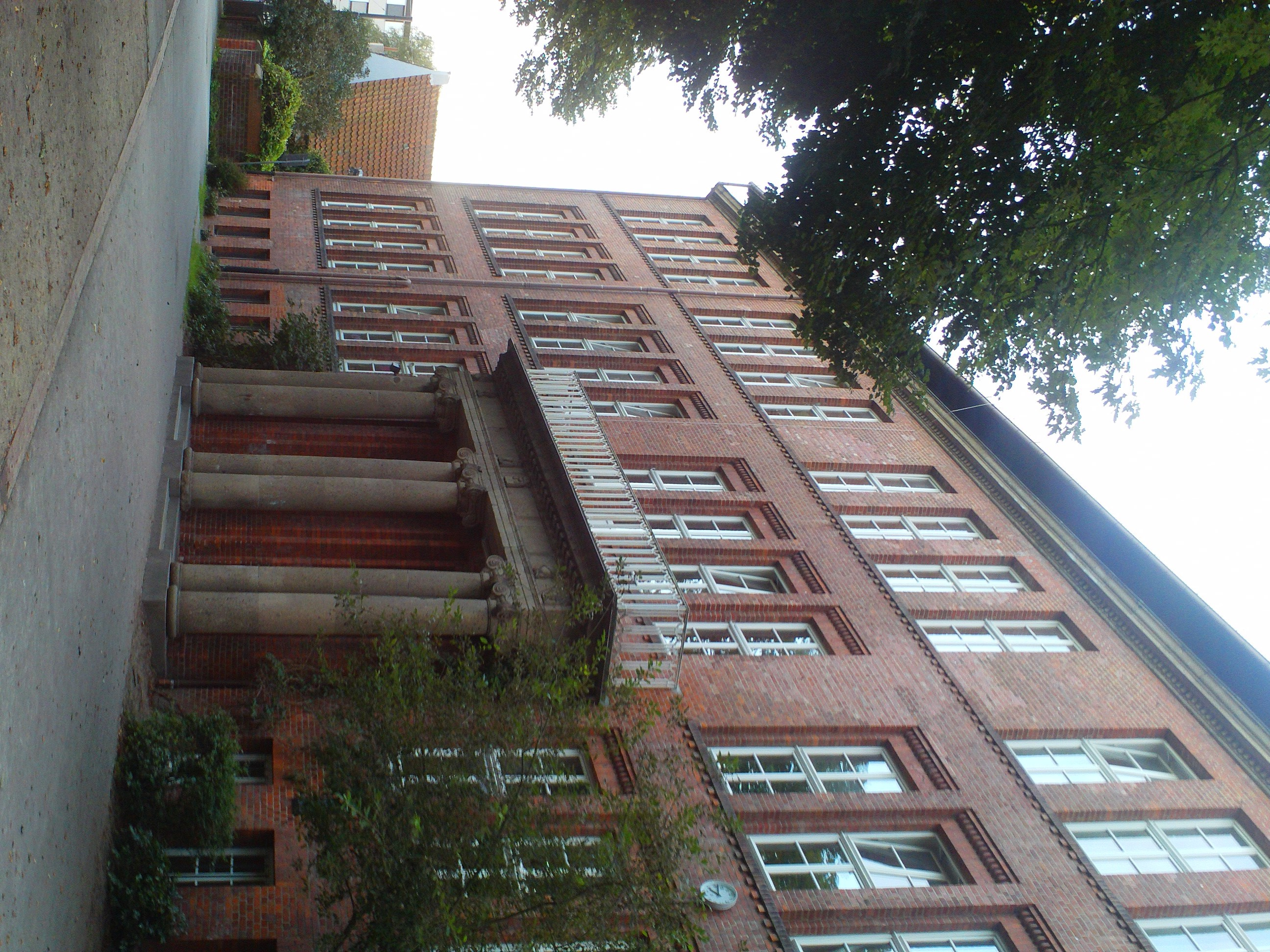
Nr. 150: Schule Stader Straße

Die Stader Straße ist eine Straße in Bremen im Stadtteil Östliche Vorstadt, Ortsteile Peterswerder und Hulsberg. Sie verläuft entlang der früheren Grenze zwischen der Stadt Bremen und dem Dorf Hastedt und führt in Süd-Nord-Richtung vom Osterdeich an der Weser zu einem Tunnel unter der Eisenbahn, hinter dem sie sich als Kirchbachstraße im Stadtteil Schwachhausen fortsetzt.
Die Querstraßen wurden u. a. benannt als Bei den Drei Pfählen nach den Grenzpfählen an der alten Landesgrenze zwischen dem städtischen Pagenthorn und Hastedt, das zum hannoverschen Herzogtum Bremen gehörte, Am Hulsberg (Hulsen = Stechpalme) nach einem Weg von 1383, Ramdohrstraße nach Enno Ramdohr (1888–1953), Bremer Staatsrat und Leiter der Bremer Finanzverwaltung, Pagentorner Heimweg (Pagen = Pferde, Thorn = Turm) von 1862 nach einer Flurbezeichnung hinter einem Turm (1410) der Bremer Landwehr im Bereich am Dobben; ansonsten siehe beim Link zu den Straßen.

## Name
Die Straße erhielt den Namen der Kreisstadt Stade (stad = Stelle, Lagerplatz am Ufer, auch Gestade), die nach dem Dreißigjährigen Krieg von 1648 bis 1712 schwedischer Regierungssitz der Herzogtümer Bremen und Verden war und damit für die Freie Hansestadt Bremen als Nachbar eine große Bedeutung hatte.

## Geschichte bis 1945
Entlang der heutigen Straßenbahnlinien 2 und 10 verlief früher die einzige Straße von Bremen in Richtung Osten. Quer dazu, entlang der heutigen Stader Straße, verlief lange Zeit eine Grenze. Der Straßenname Bei den Drei Pfählen erinnert noch heute an die früher hier stehenden Grenzpfähle.
- Vor 1803 die war hier die Landesgrenze zwischen Bremen bzw. der zu Schwachhausen gehörenden Pagenthorner Feldmark (Pagenthorn=Pferdeturm von 1410) und dem Dorf Hastedt, das zum hannoverschen Herzogtum Bremen gehörte.
- Danach kam Hastedt zur neu geschaffenen Landgemeinde Bremen, hier war von 1803 bis 1902 die Grenze zwischen der Stadt Bremen und der Landgemeinde.
- Nach Auflösung der Landgemeinde kam Hastedt als neuer Stadtteil zu Bremen, von 1902 bis 1939 verlief hier noch eine Stadtteilgrenze innerhalb Bremens.
- Als Hemelingen 1939 zu Bremen kam, wurde Hastedt zum Ortsteil des neuen Stadtteils Hemelingen herabgestuft und musste seine westliches Gebiet an die Östliche Vorstadt abgeben. Die Stader Straße ist seitdem keine Grenzstraße mehr, sondern liegt vollständig in der Östlichen Vorstadt.

1883 entstand als Erheberhaus das Zollhaus Am Hulsberg für die Konsumptionssteuer Bei den drei Pfählen Nr. 13 für das bei der Überschwemmung 1881 stark in Mitleidenschaft gezogene und nicht mehr reparable Erheberhaus Nr. 11. Bis zur Revision des Steuerrechts 1891/92 diente es zu diesem Zweck und wurde später durch die angrenzende Schule genutzt.
Der südliche Teil der Straße war Teil der Pauliner Marsch, also des Überflutungsgebietes der Weser. Erst seit der Fertigstellung des Osterdeiches um 1890 ist es zuverlässig vor Hochwasser geschützt. Um 1900 war die Stader Straße nur auf dem kurzen Stück zwischen Osterdeich und Hamburger Straße bebaut, welches ein deutliches Gefälle aufweist, um die Deichhöhe auszugleichen, sowie an ihrem nördlichen Ende Bei den drei Pfählen. Dazwischen lagen westlich der Stader Straße noch ausgedehnte Wiesenflächen, die Wohnanlage Hamburger Straße sowie das Wohnviertel im Bereich Rennstieg / Altenburger Straße entstanden erst um 1929. Auf der östlichen Seite waren bis 1901 noch Wiesen, zur späteren Bebauung siehe Gebäude Stader Straße 35.
Den nördlichen Teil der Straße gab es noch nicht. Dort floss ursprünglich der Wasserlauf Gete und bildete zwei Seen, die Getekuhlen, der erste begann etwa im Bereich der heutigen Kreuzung der Stader Straße mit der Bismarckstraße. Die Gete unterquerte die Bahnlinie etwa 300 Meter westlich des heutigen Straßentunnels der Stader Straße. Zwischen 1913 und 1920 wurde die „Schule an der Stader Straße“ gebaut. Daneben, zwischen der Stader Straße und der Schule, standen spätestens ab 1940 einige hölzerne Baracken auf dem Gelände des jetzigen Schulhofes, der damals bedeutend kleiner war und hinter der Schule lag. Im hinteren Bereich wurden Anfang der 1930er Jahre Kleingärten angelegt, die Adresse des Vereinsheimes „Karlsruh“ lautete „Verlängerte Stader Straße“, ohne Hausnummer.

## Geschichte nach 1945
Um 1949 wurde die Stader Straße nach Norden verlängert und an die Kirchbachstraße angebunden. Seit Dezember 1949 wird sie von der damals neugeschaffenen Buslinie 22 durchfahren. Mitte der 1950er Jahre wurde dieser Bereich mit Wohnhäusern bebaut.
Mit der Eröffnung der Karl-Carstens-Brücke 1971 wurde die Stader Straße zur vielbefahrenen Hauptverkehrsstraße. Seit dem Ausbau der parallel führenden Georg-Bitter-Straße von 2001 ist die Verkehrsbelastung in der Stader Straße deutlich zurückgegangen.

## Öffentlicher Nahverkehr
Im Nahverkehr in Bremen verkehrt auf der Stader Straße die Buslinie 22 (Kattenturm–Mitte – Karl-Carstens-Brücke – Stader Straße – Kirchbachstraße – Kulenkampffallee – Universität).
Die Straßenbahn Bremen quert mit zwei Strecken die Stader Straße:
- entlang Am Hulsberg / Bei den drei Pfählen fahren die Straßenbahnlinien 2 und 10 (Gröpelingen – Sebaldsbrück),
- entlang der Hamburger Straße fährt die Linie 3 (Gröpelingen  – Weserwehr).

## Gebäude und Anlagen
An der Straße befinden sich zwei bis fünfgeschossige Gebäude, die zumeist Wohnhäuser sind.
Baudenkmale
- Nr. 35: 2-gesch. Gebäudekomplex Stader Straße 35 als 15-achsiger neobarocker, verputzter Flügelbau mit hufeisenförmigem Grundriss nach Plänen von Eduard Gildemeister und Wilhelm Sunkel; 1901 bis 1922 St. Petri Waisenhaus, 1923 bis 1926 Umbauten und Erweiterungen nach Plänen von W. Grieme, bis 1935 Unterkünfte und Sozialräume der Bereitschaftspolizei, dann bis 1945 Kaserne der Wehrmacht, nach 1945 mehrfacher Umbau für Wohnungen und Geschäftsräume.[5][6]
- Nr. 54 bis 58: Teil der 3- bis 5-gesch. Wohnanlage Hamburger Straße von 1928 bis 1929 nach Plänen von Heinz Stoffregen und Rudolf August für den Gemeinnützigen Beamten-Wohnungsverein gebaut.
- Nr. 150: 3-gesch. verklinkerte Schule an der Stader Straße von 1913/14 mit Walmdach und zweiachsigen Portikus nach Plänen von Wilhelm Knop und Max Fritsche als Volksschule gebaut.[7][8]
- Stader Straße/Am Hulsberg 136/138: 2-gesch. historisierendes ehemaliges Zoll- bzw. Schulhaus von 1883 mit Treppengiebel nach Plänen wohl von Bauinspektor später Baudirektor Johannes Rippe.

Erwähnenswerte Gebäude und Anlagen
- Nr. 4–18: 2-gesch. Wohnhäuser als typische Bremer Häuser
- Nr. 32: 5-gesch. Wohn- und Geschäftshaus als Eckhaus zur Hamburger Straße
- Nr. 41–45: 3-gesch. Wohnanlage
- Nr. 62–70: 2- und 3-gesch. Wohnanlage der 1930er Jahre
- Nr. 107: 5-gesch. Wohn- und Geschäftshaus als Eckhaus
- Nr. 113: 3-gesch. Wohnhaus
- Nr. 83: 3 -gesch. Wohn- und Geschäftshaus mit der Bismarck Apotheke
- Brücke der Bahnstrecken Bremen-Hannover und Bremen-Osnabrück-Wanne-Eickel